# Libro de los mil proverbios
El Libro de los mil proverbios (en catalán Llibre dels mil proverbis),  de Ramon Llull contiene sentencias que abrazan ámbitos diversos: teología, filosofía, moral, vida social y vida práctica. 
Van repartidas en cincuenta y dos capítulos, el número por capítulo variando de diecisiete o veintidós, con una media de veinte. Cada capítulo está dedicado a una virtud, una calidad moral o una condición. El principio sigue el ordenanza de una jerarquía : De Dios, De prelado, De príncipe, De sujeto, etc.
Las calidades de la obra son la ligereza en la concisión, la simplicidad toda didáctica, la musicalidad mnemotécnica; la redacción siendo liberada de los constreñimientos de la demostración escolástica, de la pesadez de su aparato.
Estas sentencias revelan una inteligencia girada hacia la perfección, así como una destreza a concentrar la amplitud de la luz. Estas dos calidades tienen que hacer de la obra un clásico del pensamiento.